# Havárie letadla Piper PA-46 v Lamanšském průlivu 2019
Dne 21. ledna 2019 havarovalo v Lamanšském průlivu u Alderney na Normanských ostrovech letadlo Piper PA-46 Malibu, které přepravovalo argentinského fotbalistu Emiliana Salu. Letadlo letělo z francouzského Nantes do velšského Cardiffu, jelikož Sala podepsal dva dny před odletem s velšským celkem Cardiff City FC smlouvu.

## Zmizení
Letadlo vzletělo z letiště v Nantes v 19.15 (UTC) a cílem bylo cardiffské letiště. Dva dny před odletem podepsal Sala s Cardiffem smlouvu. Pilotem byl podle policie David Ibbotson. Krátce před kontaktem s letištěm v Jersey bylo řízení letadla poškozeno. Pilot údajně vznesl požadavek klesnout s letadlem z výšky 1500 m do výšky 700 m, aby byly zachovány meteorologické podmínky. Kontakt se přerušil, když bylo letadlo ve výšce 700 m.
V 20.23 (UTC) obdržela pobřežní hlídka Guernsey informaci, že letadlo se vychýlilo ze směru a bylo 24 km od radaru severně od Guernsey. Poté bylo 13 km severozápadně od Alderney, Normanských ostrovů, poblíž majáku Casquets.
Sala se ještě před letem podělil prostřednictvím WhatsAppu o své obavy o letadle, které podle něj nebylo v nejlepším stavu. Ve zprávě bylo napsáno: „Jsem na palubě letadla, jež vypadá, že se každou chvíli rozpadne na kusy. Pokud byste o mně do hodiny a půl nedostali žádné zprávy, nevím, zda by pro mě poslali záchranu. Začínám se bát!“ Fotbalový klub Cardiff přednesl Salovi návrh na komerční let z Paříže, ale on souhlasil s letem v letadle Piper Malibu a že ráno po letu plánoval jít trénovat se svými novými spoluhráči.
Let uspořádal fotbalový agent Willie McKay, který však řekl, že neměl nic společného s výběrem letadla nebo pilota. Francouzská média oznámila, že let byl uspořádán pilotem Davidem Hendersonem, který měl původně s letadlem letět, ale nakonec let přenechal pilotu Davidu Ibbotsonovi. Podle letového plánu mělo letadlo vzlétnout 21. ledna v 9.00 (UTC), ale vzlet se opozdil až do večera.

## Letadlo
Letadlo, ve kterém Sala a Ibbotson letěli, byl model Piper PA–46 Malibu šestimístného typu vybavený jednopístovým motorem. Registrováno bylo v USA jako N264DB se sériovým číslem 46-8408037. Letadlo bylo vyrobeno roku 1984 a osvědčení o registraci letadla bylo vydáno 11. září 2015.

## Pátrání
Pátrací a záchranná operace byla zahájena, ale byla pozastavena ve 22.00 (UTC) dne 22. ledna kvůli zhoršujícím se povětrnostním podmínkám. Ačkoli oblast byla mimo zodpovědnost Spojeného království, britská pobřežní hlídka vyslala dvě helikoptéry, aby pomohly při hledání letadla. Na prohlídce byl také vyslán francouzský vrtulník, stejně jako záchranné čluny Alderney a Guernsey.
Hledání pokračovalo 22. ledna v 8.00 (UTC). Do 11.45 (UTC) celkem pět letounů a dva záchranné čluny prohledaly celkem 2 590 km2, ale nebyly nalezeny žádné stopy po letadle. Hledání se zúčastnilo také plavidlo Francouzského námořnictva. Dne 22. ledna v 15.30 (UTC), jedno letadlo a jeden záchranný člun stále hledali, čímž se celková prohledaná plocha zvětšila na 2 991 km2. Večer 22. ledna bylo hledání znovu přerušeno. Byly nalezeny plovoucí předměty, ale nepotvrdilo se, že pocházejí z chybějícího letadla. Hledání se obnovilo 23. ledna v 8.00 (UTC), ten den prohledávaly dvě letadla pobřežní oblasti Alderney. V 11.30 (UTC) pak vrtulník a dvě letadla pokračovaly v pátrání a kontrolovaly satelitní snímky společně s daty z mobilních telefonů. O letadle však stále nebyla žádná stopa. Dne 23. ledna letecká hlídka Normanských Ostrovů uvedla, že se vzdali naděje na nalezení přeživších ve vodě a že přežít mohli Emiliano Sala a David Ibbotson maximálně v záchranném člunu. Prohledaná plocha byla pak okolo 4 400 km2 velká, přičemž byly prohledány ostrovy jako třeba Burhou, Les Casquets, Alderney, severní pobřeží Cotentinu, severní pobřeží Jersey a Sark. Oficiální prohlídka byla zrušena 24. ledna, protože šance na přežití byla prý opravdu malá.

## Záchrana
Salova rodina vytvořila fond na hledání jeho těla a dne 26. ledna bylo zahájeno soukromé pátrání, které bylo financováno 259 tisíc liber získaných z darů. Dne 28. ledna námořní vědec David Mearns, jenž vedl průzkum, oznámil, že podle očekávání by do konce týdne měla být připravena loď s bezpilotně ovládaným podvodním vozidlem (ROV). Podle plánu se měli zaměřit na přibližně 25 km2 mořského dna. Naposled bylo letadlo lokalizováno severně od Hurdovy hlubiny. Mezitím byly použity dvě rybářské lodě k uskutečnění povrchového průzkumu oblasti. Mearns do hledání zapojil ještě loď ‘‘FPV Morven‘‘.
Dne 30. ledna 2019 okolo 14. hodiny oznámila společnost AAIB, že poblíž francouzské obce Surtainville nalezly dva polštáře ze sedadel. Společnost AAIB určila hlavní oblast pátrání na přibližně 14 km2 a také vybrala plavidlo britského ministerstva obrany se sonarovým zařízením, které mělo za úkol hledat letadlo na mořském dně. Průzkum AAIB, který byl prováděn lodí ‘‘Geo Ocean III‘‘ začalo 3. února společně se soukromým průzkumem a mělo se očekávat, že bude trvat téměř tři dny. Soukromé hledání bylo zařízeno tak, že hledání pokračovalo až do té doby, dokud se hledaný letoun nenalezne. Soukromé hledání mělo pokrýt 14 km2 severně od Guernsey a tuto oblast si rozdělily dva týmy.
Dne 3. února bylo letadlo konečně nalezeno v podobě trosek na mořském dně 1 km od posledního známého místa. Tyto trosky byly 67 metrů pod hladinou a stále se nevědělo, zda je Salovo a Ibbotsonovo tělo na palubě. To potvrdila 4. února fotografie z dálkového ponorového průzkumu AAIB, na níž byla zaznamenaná registrovaná značka a jedno tělo.
Dne 7. února bylo tělo zobrazené na fotografii z vraku vyproštěno a odvezeno na ostrov Portland, tam bylo předáno dorsetskému koronerovi, který ho podle otisku prstu identifikoval jako Salu. Pokusy o záchranu vraku byly neúspěšné a kvůli špatným povětrnostním podmínkám bylo ROV vráceno na loď. Dne 11. února bylo oznámeno, že Sala umřel na poranění hlavy a trupu.
Dcera pilota Davida Ibbotsona založila fond na nalezení jeho těla a dne 10. února přispěl do fondu dar ve výši 27 tisíc liber francouzský fotbalista Kylian Mbappé. Dalším známým dobrovolníkem se stal bývalý kapitán anglické reprezentace Gary Lineker, jenž daroval jeden tisíc liber. Dne 23. února 2019 byl cílený poplatek zvýšen z 249 tisíc liber na 300 tisíc liber. Pátrání po Ibbotsonu mělo zahrnovat ponor do vraku, následné nalezení a vyproštění těla a poté vyvezení těla na palubu, a pokud by se tělo nenalezlo ve vraku mělo se propátrat vrtulníkem Normanské ostrovy.

## Vyšetřování
Místo havárie leží v mezinárodních vodách. Podle přílohy 13 úmluvy o civilním letectví byla Národní rada pro bezpečnost dopravy Spojených států amerických (NTSB) odpovědná za vyšetřování nehody, a to proto, že letadlo bylo registrováno právě ve Spojených státech. Společnost NTSB však po dohodě s AAIB, přenesla odpovědnost vyšetřování právě na AAIB, protože společnost je britská a právě ve Velké Británii byly lety letounu provozovány. AAIB začalo nehodu vyšetřovat dne 23. ledna 2019. Pomoc byla poskytnuta francouzským Bureau d'Enquêtes et d'Analyses, britskou společností Civil Aviation Authority, Evropskou agenturou pro bezpečnost letectví, argentinskou Junta de Investigación de Accidentes de Aviación Civil a NTSB. Část vyšetřování zahrnovala provozní aspekty související s nehodou, včetně licencí a letových plánů. Bylo oznámeno, že David Ibbotson je držitelem průkazu soukromého pilota, který by mu nedovolil přepravovat cestující za účelem zisku nebo uspořádat let s jediným účelem přepravit cestujícího. Navíc se zjistilo, že když byl letoun na letišti Nantes Atlantique, Ibbotson na Facebook zveřejnil, že je vyšlý ze cviku, ale že na palubě má Instrument Landing System.
Zajímavostí je, že pilot havarovaného letadla David Ibbotson sice absolvoval v letech 2012 až 2014 výcvik komerčního pilota, ale výcvik nedokončil. Dne 30. března bylo oznámeno, že Ibbotson trpěl barvoslepostí, což znamená, že neměl právo létat v noci.
Dne 14. srpna média zveřejnila zprávu, že pitva Salova těla ukázala vystavení oxidu uhelnatému s 58% obsahu karmoxyhemoglobinu, což mohlo vést k záchvatům, bezvědomím nebo srdečnímu infarktu. Podle AAIB je pravděpodobné, že pilot David Ibbotson byl oxidu uhelnatému vystaven také. Nakonec bylo rozhodnuto, že trosky letounu se z mořského dna zvedat nebudou, neboť by to moc neprospělo vyšetřování a vyšetřovat bylo možno podle jiných důkazů.

### Závěrečná zpráva AAIB
Dne 13. března vydala společnost AAIB závěrečnou zprávu, která zhodnotila nehodu. Podle této zprávy neměli pilot ani letoun požadovanou licenci na let v noci a že zatímco Sala byl kvůli otravě oxidem uhelnatým v bezvědomí, Ibbotson měl nad letounem kontrolu až do doby havárie.

## Soudní řízení
Dne 29. dubna byly dvě osoby zatčeny poté, co na Twitteru zveřejnily fotografii Salova mrtvého těla při pitvě. Dne 23. září 2019 byli žena a muž pracující pro bezpečnostní společnost uvězněni na 14 a 5 měsíců za přístup ke kamerovým záznamům Salovy pitvy na márnici v Bournemouthu, což vedlo k úniku materiálu.
Dne 19. června 2019 dorsetská policie oznámila, že uvěznila muže pro podezření ze zabití nezákonným jednáním v souvislosti se smrtí Saly. Jeho identita nebyla zveřejněna, ale několik novin ho identifikovalo jako pilota Davida Hendersona, který let uspořádal a původně zamýšlel letět letadlem on sám. Dne 11. března 2020 bylo oznámeno, že proti muži nebudou přijata žádná další opatření.[zdroj⁠?!]
Soudní řízení s Davidem Hendersonem bylo zahájeno v Cardiffu 18. října 2021.